# Wegrace in de jaren 1950-1959
De wegrace in de jaren vijftig werd geheel op gesloten circuits gereden. Soms waren dit permanente circuits, maar vaak ook voor het verkeer afgesloten stratencircuits. Vrijwel zonder uitzondering werden de wedstrijden gewonnen door beroeps-fabriekscoureurs en de fabrikanten spaarden kosten noch moeite om de snelste machines op de baan te brengen. Daardoor liepen de kosten hoog op, en uiteindelijk stonden ze niet meer in verhouding tot de verkoopresultaten van de instortende motorfietsmarkt.

## Voorgeschiedenis
Aan het einde van de jaren dertig waren de technische ontwikkelingen al in een stroomversnelling geraakt, toen men vooral in Duitsland en Italië meercilindermotoren met compressoren was gaan maken. De Britten hadden deze ontwikkeling niet goed gevolgd en stonden op het punt de aansluiting te verliezen. De Tweede Wereldoorlog zorgde voor een onderbreking tot 1947, toen de internationale racerij weer op gang kwam. Men had de FIM weten te overtuigen de Duitsers voorlopig uit te sluiten en bovendien de compressoren te verbieden. Tot 1948 werd het Europees kampioenschap wegrace verreden, maar het was nog niet gelukt dit tot een competitie over meerdere wedstrijden te maken. Het was nog steeds een eendagswedstrijd en daardoor werd er weinig belang aan gehecht. Er werd gestreden tussen Britten (die hun eigen Isle of Man TT belangrijker vonden) en de Italianen, die de Grand Prix des Nations op Monza en hun eigen lange-afstandsraces hoger aansloegen. In 1949 was het wereldkampioenschap wegrace ingesteld en voor het eerst georganiseerd. Dat bestond uit zes wedstrijden en was opnieuw een Brits-Italiaanse aangelegenheid. Desondanks was het een succes en internationaal was er meteen veel aandacht voor. Dat kwam ook omdat de deelnemende merken het belang ervan inzagen en al meteen dure fabrieksracers inzetten, zoals de AJS Porcupine en de Gilera viercilinder. In de winter van 1949-1950 werd nog volop gediscussieerd over de puntentelling van het eerste wereldkampioenschapsjaar. Daarin hadden slechts de drie beste resultaten geteld, en bovendien kreeg de rijder van de snelste ronde - mits hij de finish haalde - een extra punt. Dit reglement, door de Italianen verkeerd vertaald, had ertoe geleid dat men bij Gilera dacht de 500 cc wereldtitel binnen te hebben. Maar door het uitvallen van twee rijders van de snelste ronde (Bob Foster in de Senior TT en Ted Frend in Zwitserland) had Les Graham met zijn AJS Porcupine een punt meer dan Nello Pagani. Als alle resultaten hadden geteld waren zowel Pagani als Artesiani met hun Gilera's vóór Graham geëindigd. Dat de rijder van de snelste ronde ook de finish moest halen was een opzettelijke stap van de FIM, die wilde voorkomen dat een motorfiets speciaal getuned zou worden voor die snelste ronde, ten koste van de betrouwbaarheid. De evaluatie van het eerste kampioensjaar was echter overwegend positief; er waren veel nieuwe, dure fabrieksracers ingezet. Behalve de Porcupine ook de nieuwe Mondial 125 Bialbero van Carlo Ubbiali en de 250 cc Benelli met dubbele bovenliggende nokkenassen.

## Algemeen
Begin 1950 maakte de FIM bekend dat men Duitsland weer wilde toelaten tot de internationale wedstrijden, inclusief het wereldkampioenschap. Dit voornemen werd in het algemeen met instemming ontvangen, maar Nederland en België stemden er nog tegen. Voorlopig kwamen er nog geen Duitse coureurs in actie, maar wél BMW's: Hub Pellikaan en Piet Knijnenburg startten allebei in de TT van Assen met een R 51/2, maar vielen uit. Marcel Masuy en Denis Jenkinson scoorden een punt in de zijspanklasse met een BMW. Het wereldkampioenschap van 1950 verliep voor iedereen naar tevredenheid, maar het puntensysteem was moeilijk te begrijpen. Bij de 125 cc en de zijspanklasse telden alle wedstrijden, bij de 250 cc telden de beste vier resultaten en bij de 350 cc en de 500 cc de beste drie resultaten. Het omstreden extra punt voor de snelste ronde was vervallen. In de jaren vijftig kregen de constructeurs bijna de vrije hand als het om het ontwikkelen van racemotoren ging. De Duitsers waren weliswaar uitgebannen van internationale wedstrijden, maar de motorsport was er populair en bij NSU werd onder leiding van Walter Froede volop gewerkt aan snelle viertakten met dubbele bovenliggende nokkenasen. Bij DKW ontwikkelden de ingenieurs Wolf en Jacob de tweetakten voor de 250- en 350cc-klasse. In Italië had Moto Guzzi zijn eigen topconstructeurs, zoals Carlo Giannini, afkomstig van Gilera en o.a. verantwoordelijk voor de Quattro Cilindri en Giulio Cesare Carcano, die uiteindelijk de Moto Guzzi V8 zou bouwen. Gilera had Piero Remor aangetrokken. Die had onder de merknamen OPRA en CNA al een viercilinder racer ontwikkeld die hij bij Gilera ombouwde tot luchtkoeling. Toen Remor naar MV Agusta vertrok nam hij dat ontwerp mee, waardoor dezelfde motor bij twee merken werd gebruikt. In het Verenigd Koninkrijk kwamen de belangrijkste "racemerken", AJS en Norton, allebei onder de vlag van Associated Motor Cycles terecht. Daardoor werd Joe Craig hoofdverantwoordelijk voor alle Britse racers. Craig, in 1939 kwaad vertrokken bij Norton omdat men daar geen viercilinder wilde maken, was juist degene die rond 1950 vond dat viercilinders helemaal niet nodig waren omdat de Norton Manx en de AJS Boy Racer nog genoeg potentie hadden om races te winnen. Men bleef daardoor (en mogelijk ook door financiële beperkingen) vasthouden aan de eencilinders tot het bittere einde, dat in 1955 kwam toen Norton zich terug trok uit het wereldkampioenschap. De jaren vijftig kwamen dan ook in het teken van de Italiaanse merken te staan: In de 500cc-klasse Gilera en MV Agusta, in de 350cc-klasse Moto Guzzi, in de lichtste klassen Moto Guzzi, Mondial, Benelli en MV Agusta. Alleen NSU kon daar van 1953 tot 1955 tussen komen. Gedurende de hele periode van tien jaar deed zich het fenomeen voor dat de Italiaanse motorfietsen de belangrijkste klassen beheersten, maar met Britse rijders. Zodra een coureur op een Norton, Velocette of AJS boven het maaiveld uitstak werd hij gecontracteerd door een Italiaans merk. Dit tot frustratie van Italiaanse rijders, zoals Libero Liberati. Die moest tweede viool spelen bij Gilera tot hij in 1957 de vrije hand kreeg en al zijn woede in de laatste race legde, waar hij een ware klopjacht op John Surtees met de MV Agusta hield. Maar ook de Britse fabrikanten en motorsportliefhebbers waren hoogst ongelukkig met de gedachte dat geen enkele topcoureur op een Brits merk bleef rijden. Hoewel het wereldkampioenschap wegrace al meteen groot belang had, stonden er in verschillende landen andere wedstrijden op een hoog plan. Voor alles wat Brits was bleef de Isle of Man TT de belangrijkste wedstrijd, maar ook de North West 200, de Southern 100 en de Ulster Grand Prix. In Italië kwam in 1950 de lange-afstandsracerij weer op gang. Die was immens populair. De Milaan-Taranto startte om twaalf uur 's nachts, maar bracht desondanks duizenden toeschouwers op de been. Restaurants en hotels langs de route bleven de hele nacht open en het was niet ongebruikelijk dat de coureurs onderweg even stopten om iets te eten of te drinken. In Italië kende men bovendien veel nationale en zelfs regionale wedstrijden met motorfietsen in afwijkende klassen: 75, 100 en vooral 175 cc. Voor die klassen haalden fabrikanten dan ook alles uit de kast en ook deze machientjes kregen dure viertaktmotoren met dubbele bovenliggende nokkenassen. Het wereldkampioenschap wegrace was in de jaren vijftig nog een Europese aangelegenheid. In het najaar werden tijdens het FIM-congres naast Bulgarije ook Venezuela en Japan als leden toegelaten, maar tot deelnemers in het wereldkampioenschap leidde dat niet.
1951 Was het jaar van Geoff Duke en zijn Norton Manx. Hij werd wereldkampioen in de 350- en de 500cc-klasse. De Italiaanse pers kon het maar moeilijk verteren dat de Norton zo snel was, en schreef het succes volledig aan Duke toe. Bruno Ruffo en Eric Oliver werden beiden voor de derde keer wereldkampioen. Hoewel Duitsland nog uitgesloten was van het wereldkampioenschap wegrace, was dat kampioenschap er immens populair. In 1951 kwamen er 400.000 toeschouwers naar de race op de Solitudering kijken. De Isle of Man TT van 1951 verliep rampzalig. Er vielen zes doden onder de privérijders. 
Tijdens een onofficiële training op 28 mei verongelukte John Simister bij de East Mountain Gate. Op 29 mei verongelukte Leonard Bolshaw tijdens de training voor de Clubmans Senior TT met een Triumph. Op 31 mei verongelukte John O'Driscoll tijdens de training met een Rudge. Op 4 juni verongelukten twee coureurs: John Wenman bij Rhencullen Hill/Bishopscourt met een Norton tijdens de Junior TT en Doug Parris bij Bungalow met een Douglas tijdens de Clubmans Junior TT. Op 8 juni verongelukte Chris Horn met een Norton bij Laurel Bank tijdens de Senior TT. Toch was er ook veel te vieren: De nieuwe 125 cc Ultra-Lightweight TT was een succes en werd gewonnen door Cromie McCandless met een Mondial. Ook de andere podiumplaatsen waren voor deze Italiaanse viertakten met Carlo Ubbiali en Gianni Leoni. Hoewel de Italianen in de 125- en 250cc-klasse nog steeds toonaangevend waren, was 1951 een echt rampjaar door de vele doden die te betreuren waren. Al op 17 april verongelukte Renato Magi bij een recordpoging op de autoweg Rome-Ostia. Op 6 mei verongelukten Guido Leoni en Raffaele Alberti. Leoni had een maand tevoren nog de Grand Prix van Spanje gewonnen en eindigde postuum als vijfde in het 125cc-kampioenschap. Alberti werd postuum tiende. Op 14 juli overleed de 250cc-wereldkampioen Dario Ambrosini, van wie de grote Omobono Tenni had gezegd dat hij zijn opvolger zou worden. Ambrosini kreeg een ongeluk tijdens de trainingen voor de Franse Grand Prix en stierf in de armen van Gianni Leoni. Op exact dezelfde dag verongelukte de snelle privérijder Claudio Mastellari op het circuit van Schotten in Duitsland. Op 17 augustus gebeurde er een werkelijk bizar ongeluk bij de trainingen van de Ulster Grand Prix. Die werd nog op het Clady Circuit gereden. Dat was een stratencircuit en tijdens de trainingen stonden de wegen nog open voor het verkeer. Daarom was het niet mogelijk op volle snelheid te rijden, want er was ook nog ander verkeer op de weg. Enrico Lorenzetti was getuige van het ongeluk en raakte zelf licht gewond toen hij op de ravage inreed. Samen met Sante Geminiani en Gianni Leoni had hij een rustige ronde gereden en toen hij en Geminiani stopten om iets aan de afstelling van een van de motorfietsen te veranderen had Leoni dat niet gemerkt. Lorenzetti en Geminiani reden weer verder, maar kwamen in een bocht Leoni tegen, die gemerkt had dat hij alleen was. Leoni week naar links uit, zoals het bij het linkse verkeer in Ulster hoorde, maar Geminiani vergat waarschijnlijk in de haast dat hij niet in Italië was en reed met volle snelheid tegen Leoni aan. Geminiani werd ongeveer 40 meter door de lucht geslingerd en was op slag dood. Leoni stond zelfs nog op, maar verloor daarna het bewustzijn en stierf nog op dezelfde dag in het ziekenhuis van Belfast. Het team van Moto Guzzi trok zich ondanks het verlies van twee fabriekscoureurs niet terug en op 16 augustus won Bruno Ruffo de 250cc-klasse. Gianni Leoni liet een vrouw en een dochter na en werd postuum vijfde in het wereldkampioenschap 250 cc en tweede in het wereldkampioenschap 125 cc.
De eerste deelname van de Duitsers in 1952 maakte al meteen duidelijk dat er opnieuw rekening met hen diende te worden gehouden, vooral in de klassen tot 350 cc. Vooral die laatste klasse leek een makkelijke prooi: de Italianen hadden ze nog niet serieus genomen en daarom konden de Britten met hun verouderde, vooroorlogse techniek nog heersen. NSU en DKW leken zich echter ook eerst op de 125 en 250 cc te richten. Toch waren er al meteen successen: in de GP van Duitsland won Werner Haas met een NSU de 125cc-klasse en Rudi Felgenheier met een DKW de 250cc-klasse. Ewald Kluge werd met zijn DKW's vierde in de 250- en vijfde in de 350cc-klasse. In dat jaar verloren ook een aantal coureurs het leven: zijspancoureur Ercole Frigerio en Dave Bennett, die net fabriekscoureur bij Norton was geworden.
NSU contracteerde Reg Armstrong in 1953 en hij werd in de 125cc-klasse negende en in de 250cc-klasse tweede achter zijn teamgenoot Haas. Na het vertrek van Les Graham naar MV Agusta in 1951 had Velocette geen echt sterke fabrieksrijder meer. Bovendien was gebleken dat ook de nieuwe DOHC-motor niet opgewassen was tegen de snellere 350 cc Norton en AJS-machines en de 250 cc Moto Guzzis. In 1953 was het afgelopen; slechts enkele privérijders kwamen nog met Velocettes aan de start. Een protest van de coureurs en de steun van de belangrijkste teams zorgde ervoor dat de Grand Prix van Duitsland flink aan belang inboette. De 350 en de 500 cc race mochten wel verreden worden, maar zouden niet meetellen voor het WK. De lichtere 125 en 250 cc, die met hun lagere vermogen minder gevaarlijk waren, telden wel mee. De Isle of Man TT bleef buiten schot, terwijl die gemiddeld één dode per jaar eiste. Ook in 1953 vielen er doden: Les Graham verongelukte op het eiland Man. Op donderdag 11 juni won hij voor het eerst een klasse in de Isle of Man TT, de Lightweight 125 cc TT, maar daags erna verloor hij in de Senior TT de beheersing over de viercilinder MV Agusta bij Bray Hill. Hij was op slag dood. De rest van het MV Agusta team, met o.a. Carlo Bandirola, trok zich uit respect voor de rest van het seizoen terug uit het wereldkampioenschap. In die week verloren ook minder bekende coureurs het leven: Geoff Walker in de Senior TT en H.L. Stephen en Walter Swarbrick in de Junior TT. Tijdens de GP van België verongelukte de nieuwe fabrieksrijder voor AJS, Ernie Ring.
In 1954 kwam de definitieve doorbraak van de stroomlijnkuipen. Hoewel ze aanvankelijk door de Italianen onder aanvoering van Moto Guzzi waren ingevoerd, werden de NSU's er in de lichte klassen vrijwel onverslaanbaar door. Rupert Hollaus was met zijn 250 cc NSU Rennmax vaak sneller dan de 350 cc Moto Guzzi Monocilindrica. Jammer genoeg verongelukte Hollaus tijdens de Grand Prix des Nations op Monza, toen de 125 cc wereldtitel hem al niet meer kon ontgaan. Hij eindigde postuum op de tweede plaats in de 250cc-klasse. NSU trok zich uit de wedstrijden in Monza terug en Moto Guzzi deed uit sportieve overwegingen hetzelfde. Bij de GP van Spanje waren veel teams weggebleven: AJS, BMW, DKW, Gilera, Norton en NSU kwamen niet opdagen. De wereldtitels stonden immers al vast vóór de wedstrijd begon. Dat verslechterde de sfeer in het Grand Prix-circus, omdat de Spanjaarden zich niet serieus genomen voelden. NSU had overigens een andere reden: iedereen was geschokt door de dood van Rupert Hollaus en het merk verdween als fabrieksteam voorgoed van de circuits. In 1954 trok de Isle of Man TT een bijzondere bezoeker: Soichiro Honda kwam zijn licht opsteken over de techniek die in de Europese racemotoren werd toegepast.
De FIM stond in 1955 onder zware druk. De veiligheid van de coureurs stond nog steeds niet hoog op de agenda en Fergus Anderson had zijn frustratie losgelaten in columns en zelfs zijn medaille voor zijn 350cc-titel ingeleverd. Hij werd door de FIM zelfs geroyeerd. NSU trok zich na de dood van Rupert Hollaus in 1955 terug uit de wegrace. Niemand was echt gelukkig met deze terugtocht, want de "toonbankmotor" NSU Sportmax leverde weliswaar 10 pk minder dan een Rennmax, maar was nog steeds behoorlijk snel te maken. Dat bleek ook zo te zijn, want privérijder "HP" Müller werd 250cc-wereldkampioen. Ray Amm stapte in 1955 weliswaar over naar MV Agusta, maar hij zou nooit een WK-race rijden. Tijdens de "Coppa d'Oro Shell" op het nieuwe circuit van Imola, zijn eerste race op de 500 cc MV, verongelukte hij in de "Rivazza"-bocht. De Britse vertegenwoordiging bestond in 1955 alleen nog uit merken die behoorden tot Associated Motor Cycles, met name Norton. Ze hadden een achterstand op technisch gebied opgelopen. Al vóór de oorlog waren ze te laat met de ontwikkeling van compressormotoren, maar die hadden ze na de oorlog succesvol weten uit te bannen. Maar ze hadden ook geen viercilinders en misten de slag bij de ontwikkeling van goede stroomlijnkuipen. Er zouden enorme investeringen nodig zijn om dat allemaal in te halen. Bovendien werd elke Britse coureur die goed presteerde meteen door een Italiaans team weggekaapt. Dat was al gebeurd met Geoff Duke, Dickie Dale, Reg Armstrong, Les Graham, Ken Kavanagh en Bill Lomas en in 1955 ging ook Ray Amm naar MV Agusta. Hij was in 1954 nog tweede geworden in de 500cc-klasse met een Norton Manx. Voor Norton was dat het sein ermee te stoppen. Men zou zich alleen nog richten op de Isle of Man TT met de 350- en 500 cc Manx-modellen. Toch waren de Britse eencilinders nog lang niet van het toneel verdwenen. De WK-lijsten bleven nog jaren gevuld met namen van amateurs die vaak alleen in de Ulster Grand Prix, de Junior TT en de Senior TT aan de start kwamen met machines als de AJS Boy Racer, de BSA Gold Star of de Norton Manx. Wie als privérijder wilde meedoen moest zelf een straatmotorfiets opvoeren óf een Britse productieracer aanschaffen. In 1955 hadden de Italianen feitelijk alleen nog elkaar om te verslaan. Zelfs de Ulster Grand Prix werd niet door een Britse motorfiets gewonnen, terwijl daar behalve de Zwitsers Florian Camathias en Hans Haldemann en de Sri Lankaan Rally Dean alleen coureurs uit Angelsaksische landen startten. Bill Lomas won er met zijn Moto Guzzi. De Britse coureurs deden het uitstekend, met topklasseringen in de 250-, 350- en 500cc-klasse. Norton wist geen enkele race te winnen, zelfs niet de "eigen" Isle of Man TT of de zijspanklasse. Eind 1955 stuurde racedirecteur Fergus Anderson van Moto Guzzi een onduidelijke tekening van een nieuw 500cc-project naar de vakbladen met de uitdaging uit te vinden wat dit zou worden. Vrijwel alle bladen hadden hun eigen ideeën, variërend van V-twins tot V-viers, maar niemand waagde het te bedenken wat het werkelijk zou worden: de sensationele achtcilinder van Giulio Cesare Carcano.
In 1956 ging het steeds slechter met het wereldkampioenschap wegrace. Het Zwitserse kanton Bern gaf geen toestemming meer voor wegraces, waardoor er slechts zes Grands Prix op het programma stonden. Nadat MV Agusta John Surtees had aangetrokken, besloot Gilera zich aan het einde van het seizoen te versterken met Bob McIntyre. Gilera ging er in dat jaar nog een keer vol voor: het kwam met een 125 cc tweecilinder en bij de Grand Prix des Nations verscheen een nieuwe 350 cc viercilinder én een nieuwe viercilinder zijspancombinatie. In die wedstrijd was Gilera dan ook bijna niet te verslaan: De eerste drie plaatsen in de 500cc-klasse waren voor Gilera met Geoff Duke, Libero Liberati en Pierre Monneret. Liberati won ook de 350cc-klasse en Romolo Ferri de 125 cc in Duitsland. Veel baatte het niet voor Gilera: het hele team was vrijwel kansloos omdat Geoff Duke, Reg Armstrong, Alfredo Milani en Giuseppe Colnago in 1955 geprotesteerd hadden tegen de organisatie van de TT van Assen en daardoor voor de eerste wedstrijden van 1956 gediskwalificeerd waren. Aldus werd het seizoen 1956 een succes voor MV Agusta, dat liefst zes wereldtitels pakte: 500 cc (John Surtees), 125 cc en 250 cc (Carlo Ubbiali) én de bijbehorende constructeurstitels. Een grote tegenvaller was de Moto Guzzi Otto Cilindri. Deze V8 had hoge verwachtingen gewekt, maar was zeer moeilijk te berijden. Bill Lomas viel er hard mee in Senigallia en Ken Kavanagh weigerde er na de GP van België nog mee te rijden.
Aan het begin van het seizoen 1957 verklaarden de West-Duitse merken dat ze niet meer met fabrieksteams zouden deelnemen aan het WK. Dit was ook het eerste jaar dat een merk uit de DDR in het WK verscheen: Horst Fügner en Ernst Degner kwamen met MZ aan de start in de 125cc-klasse. Het seizoen 1957 stond helemaal in het teken van de Italiaanse merken, met uitzondering van de zijspanklasse. Het gevecht in de 500cc-klasse tussen Gilera en MV Agusta kreeg zo veel aandacht, dat de andere merken en hun prestaties bijna vergeten werden. Toch was Keith Campbell met zijn Moto Guzzi Monocilindrica 350 een overtuigende kampioen. Mondial haalde de eerste drie plaatsen (Cecil Sandford, Tarquinio Provini en Sammy Miller) in de 250cc-klasse en de eerste (Provini) in de 125 cc. Geoff Duke viel twee keer in de eerste Grand Prix en was dusdanig geblesseerd dat hij moest worden vervangen door de Australiër Bob Brown. Reg Armstrong ging met pensioen en werd vervangen door Bob McIntyre. Op 6 juli verongelukte Roberto Colombo tijdens de 350 cc training van de GP van België. Hij was intussen in de 250cc-klasse tweede geworden in Duitsland en derde in de Lightweight TT en in de 125 cc derde in Duitsland en tweede in Assen. Daardoor werd hij postuum vierde in de eindstand van de 250 cc en vijfde in de eindstand van de 125 cc. Op 26 september 1957 kwam er uit Italië een vervelend bericht: Gilera, FB Mondial, MV Agusta en Moto Guzzi trokken zich terug uit alle vormen van snelheidssport. Als reden werd aangegeven dat er een gebrek aan buitenlandse concurrentie was en dat men internationaal niet voldoende respons op de behaalde resultaten had gekregen. Dat laatste was zeker waar: Weinig Britten of Duitsers kochten een Italiaanse motorfiets en bovendien sloeg men in die landen de eigen, binnenlandse races nog steeds hoog aan. Het reclame-effect was voor de Italianen dus niet erg groot. Daar kwam nog bij dat juist de Italianen enorme kosten hadden gemaakt om hun technisch hoogstaande racers te ontwikkelen en te bouwen. Men vond ook dat de motorsport te gevaarlijk werd en inderdaad stond ze in Italië in een kwaad daglicht. De beste constructeurs hadden het druk met de racers, waardoor de seriemodellen technisch achterop raakten. Moto Guzzi had dan wel een achtcilinder racer, maar de klant merkte niets van technische vooruitgang: een toch vrij dure Moto Guzzi Falcone Sport leverde slechts 23 pk en zag er bovendien veel oubolliger uit dan een (eveneens dure) Britse BSA Gold Star die liefst 42 pk in huis had. Bij Gilera had men bovendien een enorme klap te verwerken: Oprichter Giuseppe Gilera was bijna 70 jaar en hij was al langer van plan de race-afdeling te sluiten, maar wilde in 1957 nog één keer de grote rivaal MV Agusta verslaan. Daarna zou hij het bedrijf overdragen op zijn zoon Ferrucio. Die overleed echter op 26-jarige leeftijd tijdens een bezoek aan de Gilera-vestiging in Argentinië. MV Agusta brak de afspraak om te stoppen met racen vrijwel onmiddellijk. Het was dan ook geen echte motorfietsfabrikant maar als raceteam meer de hobby van Domenico Agusta, die zijn geld verdiende met de bouw van helikopters.
In de winter begon het bij de motorpers en de raceliefhebbers pas goed door te dringen wat een wereldkampioenschap wegrace in 1958 zonder de belangrijkste Italiaanse merken zou betekenen. Er lagen nu natuurlijk veel meer kansen voor de privérijders, maar ook voor teams die het tot dusver niet tot de hoogste klasseringen hadden geschopt. De MV Agusta's bleven, zowel in de 125cc- als de 500 cc, maar ook de 125 cc DKW- en Montesa tweetakten zouden nu kansen krijgen. In de 250cc-klasse lag de weg open voor de NSU Sportmax en de oude maar nog steeds snelle Moto Guzzi Gambalunghino en de Moto Guzzi Albatros. In de 500cc-klasse kwam er een tweede jeugd voor de Norton Manx en Jack Williams boorde voor AMC het blok van de 350 cc AJS Boy Racer op tot 500 cc en maakte er de Matchless G50 van. Bovendien waren daar nog de eencilinder Gilera Saturno's. Voor de zijspanklasse maakte de Italiaanse uittocht geen verschil, daar heersten privérijders met BMW's en dat zou voorlopig zo blijven. Toch was de FIM terecht bang dat het wereldkampioenschap wegrace aan belang zou inboeten. Ze begreep dat de spanning gemaakt moest worden door de privérijders en dat die het enorm moeilijk zouden krijgen tegen de fabrieks-MV's. Daarom verbood ze het gebruik van de volle stroomlijnkuipen. Het voorwiel moest helemaal zichtbaar blijven. Dat betekende in elk geval dat de topsnelheidsverschillen kleiner zouden worden. De meeste teams pasten daarom dolfijnkuipen toe. In 1958 werd de Grand Prix van Zweden aan de WK-kalender toegevoegd waardoor het totaal weer op zeven kwam. Ook in 1958 vielen er dodelijke slachtoffers. John Antram verongelukte tijdens de trainingen voor de Isle of Man TT bij Cruickshanks Corner en Keith Campbell, 350 cc wereldkampioen in 1957, op 13 juli in Cahours (bij Toulouse). Hij had daar de 350cc-klasse gewonnen maar viel in de 500 cc hard in de eerste bocht. Hij werd postuum negende in de 500cc-klasse en zevende in de 350 cc. De Rhodesiër Desmond Woolf verongelukte op 6 juni tijdens de Senior TT bij Barregarrow. Tijdens de Isle of Man TT verscheen de jonge coureur Mike Hailwood in alle klassen aan de start. Hij deed dat met verschillende merken, gesponsord door zijn vader Stan. Op de korte Clypse Course werd hij met zijn NSU meteen derde na een flink gevecht met zijn teamgenoot Bob Brown. In de Ultra-Lightweight TT werd hij met een Paton zevende. Op de lange Mountain Course werd hij twaalfde in de Junior TT en dertiende in de Senior TT met een Norton Manx. Hailwood bleek een rijder om rekening mee te houden: hij werd in zijn debuutjaar als privérijder al vierde in de 250cc-klasse en zesde in de 350 cc. Uiteindelijk eindigde MV Agusta het wereldkampioenschap met liefst acht wereldtitels: het won alle soloklassen en de bijbehorende constructeurstitels.
In 1959 begon pijnlijk duidelijk te worden wat Moto Guzzi, Gilera en FB Mondial al in 1957 hadden onderkend: de kosten van de wegrace stonden in geen enkele verhouding meer tot de verkoopresultaten. De Britse merken werden voortdurend overschaduwd door MV Agusta, dat niet eens een behoorlijk motorfietsmerk was, maar meer een hobby van Domenico Agusta, die zijn geld verdiende met de Agusta helikopters. BMW was alleen succesvol in de zijspanklasse en had net als de hele motorindustrie te lijden onder de opkomst van goedkope auto's, scooters en dwergauto's. MZ en CZ waren niet toegankelijk voor westerse klanten en vielen onder de planeconomie van de DDR en Tsjechoslowakije. Voor aanvang van het seizoen gonsde het in de vakbladen van de geruchten over het aankomende seizoen. Toen Libero Liberati had aangegeven te gaan starten dacht men aan een terugkeer van de grote merken Moto Guzzi, Gilera en Mondial. Norton zou met een nieuwe desmodromische Manx komen die door Doug Hele persoonlijk getest was (Hele had de overleden Joe Craig opgevolgd). Verder zou Honda als eerste Japanse fabrikant gaan deelnemen. Het kwam allemaal niet uit: Liberati ging rijden op een 250 cc Moto Morini en een privé 500 cc Gilera Saturno eencilinder, de Norton kwam er nooit en Honda verscheen alleen in de Ultra-Lightweight TT. Uiteindelijk hoefde MV Agusta zich helemaal geen zorgen te maken: aan het einde van het seizoen bezette het in alle soloklassen de eerste twee plaatsen. John Surtees won alle (twaalf) races waarin hij startte. In 1959 maakte Gary Hocking een seizoen door dat nog veel spectaculairder was dan dat van Hailwood. Hij startte in vier klassen in het wereldkampioenschap. In de 500 cc eindigde hij als vijfde, in de 350 cc als vierde, in de 250 cc als tweede en in de 125 cc als negende. Geoff Duke reed in 1959 zijn laatste seizoen. Hij werd met Nortons vijfde in de 350- en vierde in de 500cc-klasse. In de 250 cc reed hij voor Benelli. Hij haalde vijf punten en werd tiende.

## Puntentelling
In de jaren vijftig veranderde er niets aan de puntentelling:
| jaren vijftig: | 1e | 2e | 3e | 4e | 5e | 6e |
| -------------- | -- | -- | -- | -- | -- | -- |
| Punten:        | 8  | 6  | 4  | 3  | 2  | 1  |

## Aantal (tellende) wedstrijden
Het aantal "tellende" resultaten wisselde een aantal malen.
|         | Races | Tellend | Races | Tellend | Races | Tellend | Races | Tellend | Races | Tellend | Races | Tellend | Races | Tellend | Races | Tellend | Races | Tellend | Races | Tellend |
| ------- | ----- | ------- | ----- | ------- | ----- | ------- | ----- | ------- | ----- | ------- | ----- | ------- | ----- | ------- | ----- | ------- | ----- | ------- | ----- | ------- |
| Jaar    | 1950  | 1950    | 1951  | 1951    | 1952  | 1952    | 1953  | 1953    | 1954  | 1954    | 1955  | 1955    | 1956  | 1956    | 1957  | 1957    | 1958  | 1958    | 1959  | 1959    |
| 125 cc  | 3     | 3       | 5     | 3       | 6     | 4       | 6     | 4       | 6     | 4       | 6     | 4       | 6     | 4       | 6     | 4       | 7     | 4       | 7     | 4       |
| 250 cc  | 4     | 3       | 5     | 3       | 6     | 4       | 7     | 4       | 7     | 4       | 5     | 4       | 6     | 4       | 6     | 4       | 6     | 4       | 7     | 4       |
| 350 cc  | 6     | 4       | 8     | 5       | 7     | 5       | 8     | 5       | 9     | 5       | 7     | 5       | 6     | 4       | 6     | 4       | 7     | 4       | 7     | 4       |
| 500 cc  | 6     | 4       | 8     | 5       | 8     | 5       | 9     | 5       | 9     | 5       | 8     | 5       | 6     | 4       | 6     | 4       | 7     | 4       | 8     | 4       |
| zijspan | 3     | 3       | 5     | 3       | 5     | 4       | 5     | 4       | 6     | 4       | 6     | 4       | 6     | 4       | 5     | 4       | 4     | 3       | 5     | 4       |

## Klassen
De klassen waren in 1948 door de FIM al vastgesteld op basis van de cilinderinhoud: 125-, 250-, 350- en 500 cc en 600 cc zijspancombinaties. Dat laatste werd in 1952 veranderd: de zijspannen mochten ook nog slechts 500 cc meten. De constructie was vrij, maar compressoren en "Ladepumpen" (voor tweetakten) waren verboden.

### 125 cc
In de 125cc-klasse was Mondial in 1950 ongenaakbaar, en hoewel Moto Morini en MV Agusta gedurende het seizoen sterker werden, waren de eerste drie plaatsen voor Mondial. Bruno Ruffo werd wereldkampioen vóór Gianni Leoni en Carlo Ubbiali. De eerste niet-Italiaanse motorfiets was de Sparta van Gijs Lagerweij. In 1951 stelde de Isle of Man TT ook een 125cc-klasse in, de Ultra-Lightweight TT. Die was in 1924 en 1925 ook verreden, maar toen nog met 175cc-motoren. Les Graham stapte in 1951 over naar het team van MV Agusta, maar hij kon nog geen potten breken; in de 125cc-klasse werd hij achtste. Cromie McCandless won in 1951 de 125cc-klasse van de Ulster Grand Prix, maar het deelnemersveld was zó klein, dat de FIM besloot de race niet te laten meetellen voor het kampioenschap. In 1952 werd Cecil Sandford overtuigend wereldkampioen met de MV Agusta. Hij won drie wedstrijden: Man, Assen en Ulster en werd derde in Spanje. Ubbiali werd tweede, maar won geen enkele WK-race. Werner Haas werd met zijn NSU Rennfox wereldkampioen in de 125cc-klasse in 1953. Het was het eerste grote naoorlogse succes voor Duitsland. In 1953 nam er voor het eerst een Spaanse Montesa deel. Dat gebeurde in de 125cc-klasse waar Marcelo Cama twee punten wist te scoren en twaalfde werd. In 1954 verhuisde men de Ultra-Lightweight TT naar de veel kortere Clypse Course. Daar zou ze tot en met 1959 blijven om daarna weer terug te gaan naar de 60 km lange Snaefell Mountain Course. Enkele dagen vóór de Grand Prix des Nations op Monza kreeg een Italiaanse nieuweling, Tarquinio Provini, zijn racelicentie voor de hoogste categorie en hij won met zijn Mondial meteen de 125cc-klasse in Spanje. Hij werd ook nog tweede in Monza en eindigde met slechts twee races op de vierde plaats in het wereldkampioenschap. Rupert Hollaus was op Monza dodelijk verongelukt, maar hij werd toch nog postuum wereldkampioen 125 cc. In 1955 was de 125cc-klasse een prooi voor MV Agusta, dat de eerste drie plaatsen in het kampioenschap bezette met Carlo Ubbiali, Luigi Taveri en Remo Venturi. In 1956 zette Gilera de aanval in op de 125 cc MV's. Het kwam met de tweecilinder 125 GP. Romolo Ferri won er de GP van Duitsland mee en werd achter Carlo Ubbiali tweede in het kampioenschap. Fergus Anderson, in 1955 nog racedirecteur bij Moto Guzzi, had de ontwikkeling van de Gilera twin argwanend bekeken. Hij dacht dat Gilera de machine wilde doorontwikkelen tot een 500 cc achtcilinder als antwoord op de Moto Guzzi Otto Cilindri. De tweede plaats in de Ultra-Lightweight TT was voor de Spanjaard Marcelo Cama met een Montesa. In 1957 werd de 125cc-klasse gewonnen door Tarquinio Provini met zijn DOHC-Mondial. Hij won de Ultra-Lightweight TT, de TT van Assen en de GP van België en werd tweede in Hockenheim en Ulster. De tweede en derde plaats waren voor MV Agusta (Carlo Ubbiali en Luigi Taveri). Het hele seizoen was trouwens een strijd tussen Mondial en MV, maar er waren intussen ook twee "oostblokmerken" verschenen: MZ en CZ. Ducati was in 1958 vast van plan de spanning in de 125cc-klasse te houden. Daarvoor had Fabio Taglioni een snelle eencilinder viertakt met drie bovenliggende nokkenassen gebouwd. De derde as was nodig voor de desmodromische klepbediening. Tijdens het debuut werd de jonge, onbekende rijder Alberto Gandossi bijna wereldkampioen. Hij maakte een simpele, maar kostbare val mee in de Ulster Grand Prix waardoor de titel naar Carlo Ubbiali met de MV Agusta ging. In de laatste Grand Prix, die van Monza, bezetten de Ducatis de eerste vijf plaatsen. Daar was ook al een nieuwe tweecilinder bij, waarmee Francesco Villa derde werd. De 125cc-klasse van 1959 speelde zich helemaal af tussen twee rijders: Carlo Ubbiali en Tarquinio Provini. Ze reden beiden op een MV Agusta. Ubbiali won drie races, Provini twee. Privérijder Mike Hailwood won in Ulster zijn eerste Grand Prix. Hij was ook drie keer derde en werd in de einduitslag derde. Ook Ernst Degner won zijn eerste GP met de MZ, de GP des Nations in Monza. Hij werd in de einduitslag vierde. Gary Hocking werd al in de eerste race, de GP van Frankrijk, derde. In het 125cc-kampioenschap werd hij negende.

#### Wereldkampioenen
| Jaar | Naam              | Land | Merk      | Motorfiets   |
| ---- | ----------------- | ---- | --------- | ------------ |
| 1950 | Bruno Ruffo       | ITA  | Mondial   | 125 Bialbero |
| 1951 | Carlo Ubbiali     | ITA  | Mondial   | 125 Bialbero |
| 1952 | Cecil Sandford    | GBR  | MV Agusta | 125 Bialbero |
| 1953 | Werner Haas       | FRG  | NSU       | Rennfox      |
| 1954 | Rupert Hollaus    | AUT  | NSU       | Rennfox      |
| 1955 | Carlo Ubbiali     | ITA  | MV Agusta | 125 Bialbero |
| 1956 | Carlo Ubbiali     | ITA  | MV Agusta | 125 Bialbero |
| 1957 | Tarquinio Provini | ITA  | Mondial   | 125 Bialbero |
| 1958 | Carlo Ubbiali     | ITA  | MV Agusta | 125 Bialbero |
| 1959 | Carlo Ubbiali     | ITA  | MV Agusta | 125 Bialbero |

### 250 cc
De 250cc-klasse was in 1950 ook een Italiaanse aangelegenheid. Dario Ambrosini reed de eencilinder Benelli naar de eerste plaats, Maurice Cann reed in deze klasse met een Moto Guzzi Gambalunghino en werd tweede vóór zijn teamgenoten Bruno Ruffo en Fergus Anderson. In 1951 begon Ambrosini met zijn Benelli weer voortvarend aan het seizoen met een overwinning in de eerste Grand Prix (Zwitserland) en een tweede plaats in de Lightweight TT. Tijdens de training voor de Franse Grand Prix in Albi verongelukte hij echter. Hij werd postuum derde in het WK, maar de titel ging naar Bruno Ruffo (Moto Guzzi) en diens teamgenoot Tommy Wood werd tweede. In 1952 bij de laatste race in Monza hadden de Italianen reden tot zorg: Werner Haas reed met zijn 250 cc NSU zijn snelste ronde in exact dezelfde tijd als Enrico Lorenzetti met zijn Moto Guzzi en de race werd in het voordeel van Lorenzetti beslist door een fotofinish. In 1953 konden de Duitsers eindelijk toeslaan in de lichte klassen. NSU pakte met Werner Haas en Reg Armstrong de eerste twee plaatsen in de 250cc-klasse met de NSU Rennmax. Dat die machine erg snel was bleek in Assen, waar Werner Haas in zijn startronde (vanuit stilstand) met 141,777 km/h gemiddeld sneller was dan de snelste ronde van Bruno Ruffo in 1952: 141,770 km/h. Hoewel NSU in 1955 officieel gestopt was als fabrieksteam, wist Hermann Paul Müller de titel te pakken. Hij deed dat echter niet met de fabrieksracer "Rennmax", maar met een "Sportmax", rechtstreeks afgeleid van de machine die bij elke NSU-dealer te koop was. Er reden twee aanstaande topcoureurs met NSU's: Sammy Miller (die vooral naam zou maken als trialrijder) en John Surtees. Verder was het Italië wat de klok sloeg: Cecil Sandford en Bill Lomas werden met Moto Guzzi tweede en derde. Bill Lomas miste de titel door een reglementaire fout: hij had in Assen met draaiende motor getankt en daardoor twee punten aftrek gekregen. Zowel Mondial als MV Agusta hadden in de winter van 1954-1955 hun 175 cc sportmotortjes snel genoeg gemaakt om er in de 250cc-klasse mee te starten. De MV was opgeboord tot 203 cc en Luigi Taveri en Umberto Masetti werden er vierde en vijfde mee. In 1956 kwamen er machines uit het oostblok aan de start van het WK 250 cc; František Bartoš scoorde twee punten met zijn CZ en eindigde als twaalfde in het kampioenschap en Jirí Kostir werd met één punt zeventiende. In 1956 zette Moto Guzzi geen fabrieksracers meer in in de 250cc-klasse, waardoor deze een makkelijke prooi werd voor MV Agusta. Toch wist Enrico Lorenzetti nog derde in het kampioenschap te worden met een Guzzi. Carlo Ubbiali werd opnieuw wereldkampioen en Luigi Taveri werd tweede. De NSU Sportmaxen deden het weer niet onaardig met vijf rijders bij de eerste tien. Net als in de 125cc-klasse ging het in 1957 in de 250cc-klasse tussen Mondial en MV Agusta, maar Mondial won de 250 cc nog overtuigender met Cecil Sandford, Tarquinio Provini en Sammy Miller op de eerste drie plaatsen. In 1958 was Tarquinio Provini van het gestopte Mondial over gekomen naar MV Agusta. Hij startte slechts in vier 250 cc wedstrijden, won ze allemaal en werd wereldkampioen. MV Agusta kreeg toch behoorlijk wat concurrentie, waardoor Carlo Ubbiali slechts derde werd achter de Oost-Duitser Horst Fügner met een MZ. Moto Morini vond het tijd worden de wereldtitel te grijpen. In de 125cc-klasse was dat nooit gelukt, maar in 1958 zette men een DOHC eencilinder in in de 250cc-klasse. Emilio Mendogni won er de GP des Nations mee, maar het reikte toch niet verder dan een zesde plaats in het kampioenschap. In 1958 verscheen Adler aan de start met een watergekoelde tweecilinder tweetakt, waarmee Dieter Falk vijfde in het kampioenschap werd. Net als in de 125 cc leek het in 1959 in de 250 cc tussen de MV Agusta-coureurs Ubbiali en Provini te gaan. Ubbiali werd ook wereldkampioen, maar twee van de laatste drie races werden gewonnen door Gary Hocking met zijn MZ tweetakt. Hij pikte daardoor nét de tweede plaats in vóór Provini. Ernst Degner werd met MZ vierde vóór Hailwood die in dat seizoen zowel met MZ als Mondial reed.

##### Wereldkampioenen
| Jaar | Naam                | Land | Merk       | Motorfiets       |
| ---- | ------------------- | ---- | ---------- | ---------------- |
| 1950 | Dario Ambrosini     | ITA  | Benelli    | 250 Bialbero     |
| 1951 | Bruno Ruffo         | ITA  | Moto Guzzi | Gambalunghino    |
| 1952 | Enrico Lorenzetti   | ITA  | Moto Guzzi | Gambalunghino    |
| 1953 | Werner Haas         | FRG  | NSU        | Sportmax         |
| 1954 | Werner Haas         | FRG  | NSU        | Sportmax         |
| 1955 | Hermann Paul Müller | FRG  | NSU        | Sportmax         |
| 1956 | Carlo Ubbiali       | ITA  | MV Agusta  | 204 Bialbero     |
| 1957 | Cecil Sandford      | GBR  | Mondial    | 250 Bialbero     |
| 1958 | Tarquinio Provini   | ITA  | MV Agusta  | 250 Bicilindrica |
| 1959 | Carlo Ubbiali       | ITA  | MV Agusta  | 250 Bicilindrica |

### 350 cc
De 350cc-klasse werd in 1950 beheerst door de Britten. De Velocette KTT Mk VIII en de Norton Manx waren échte fabrieksracers, maar Les Graham wist zijn AJS Boy Racer naar de derde plaats in het kampioenschap te rijden, achter Bob Foster met de "Velo" en Geoff Duke met de "Manx". De Nortons waren in dit jaar voor het eerst uitgerust met het nieuwe, door Rex McCandless ontwikkelde Featherbed frame. In de 350 cc kwam Ray Amm in 1953 met zijn Norton niet verder dan de derde plaats, toen Moto Guzzi de Moto Guzzi Gambalunghino had opgeboord tot 317 cc en Fergus Anderson de titel pakte voor teamgenoot Enrico Lorenzetti. In 1955 was de 350cc-klasse onbetwist voor de Moto Guzzi Monocilindrica 350. Bill Lomas werd er wereldkampioen mee en Dickie Dale werd tweede. August Hobl kon daar met zijn tweetakt DKW driecilinder niets aan veranderen, maar werd wel derde. Bob McIntyre haalde de hoogste klassering voor een Britse motorfiets. Hij werd met zijn Norton Manx achtste in het kampioenschap. Keith Campbell won met de Moto Guzzi Monocilindrica op overtuigende wijze het 350 cc kampioenschap van 1957. Het was de enige klasse waarin Guzzi nog succesvol was. De Monocilindrica combineerde een uitstekende handelbaarheid (de enkele, liggende cilinder zorgde voor een laag zwaartepunt) met een laag gewicht en de beste stroomlijnkuip in het veld. Gilera bezette plaats twee en drie met Bob McIntyre en Libero Liberati. In 1958 verwachte iedereen simpele overwinning van MV Agusta met de nieuwe MV Agusta viercilinders. Toch was men ook benieuwd naar de prestaties van regerend wereldkampioen Keith Campbell, die noodgedwongen was overgestapt op een Norton Manx, net als Bob McIntyre. Campbell verongelukte echter in juli en McIntyre startte alleen in de Ulster Grand Prix, waar hij vijfde werd. MV zette slechts twee machines in het 350 cc kampioenschap in, en daarmee werden John Surtees en John Hartle gemakkelijk eerste en tweede. Luigi Taveri, specialist in de lichte klassen, probeerde het in Assen voor één keer met een 350 cc Norton Manx en eindigde op de zesde plaats. De 350cc-klasse was in 1959 onbetwist voor John Surtees. Hij won met zijn MV Agusta viercilinder alle races. Zijn teamgenoot John Hartle speelde slechts een bijrol, maar kon dankzij de helft van het puntenaantal van Surtees toch tweede worden. Privérijder Bob Brown werd met een Norton derde.

#### Wereldkampioenen
| Jaar | Naam            | Land | Merk       | Motorfiets         |
| ---- | --------------- | ---- | ---------- | ------------------ |
| 1950 | Bob Foster      | GBR  | Velocette  | KTT Mk VIII        |
| 1951 | Geoff Duke      | GBR  | Norton     | Manx 40M           |
| 1952 | Geoff Duke      | GBR  | Norton     | Manx 40M           |
| 1953 | Fergus Anderson | GBR  | Moto Guzzi | Monocilindrica 350 |
| 1954 | Fergus Anderson | GBR  | Moto Guzzi | Monocilindrica 350 |
| 1955 | Bill Lomas      | GBR  | Moto Guzzi | Monocilindrica 350 |
| 1956 | Bill Lomas      | GBR  | Moto Guzzi | Monocilindrica 350 |
| 1957 | Keith Campbell  | AUS  | Moto Guzzi | Monocilindrica 350 |
| 1958 | John Surtees    | GBR  | MV Agusta  | 350 4C             |
| 1959 | John Surtees    | GBR  | MV Agusta  | 350 4C             |

### 500 cc
Joe Craig had Norton in 1939 verlaten omdat men daar niet aan de ontwikkeling van een viercilinder wilde beginnen. Na de Tweede Wereldoorlog was hij teruggekeerd en in 1950 leek het erop dat men bij Norton het gevaar van de viercilinder Gilera's had ingezien. Er werd aan een viercilinder Norton gewerkt, maar dat gebeurde bij British Racing Motors. In de 500cc-klasse gunden de Britten en de Italianen elkaar in 1950 niet veel. Uiteindelijk waren de drie beste resultaten voor Umberto Masetti, die met zijn Gilera in België en Nederland had gewonnen en in Italië tweede was geworden. Duke werd met de Norton tweede en Les Graham met de AJS Porcupine derde. Toch waren ook de Britten tevreden want de constructeurstitel ging naar Norton. Daarom kreeg Masetti de "Walter Rusk Trophy" van de Britse bond en Duke kreeg de "Trofeo Omobono Tenni" van de Italiaanse bond. MV Agusta kwam er nog niet aan te pas. Het team reisde niet af naar Man en Ulster maar Arciso Artesiani werd wel derde in de Grand Prix des Nations op Monza. Het Norton-fabrieksteam bestond in 1950 uit Harold Daniell, Artie Bell en Geoff Duke. Die laatste had in 1949 de Clubmans Senior TT en de Senior klasse in de Manx Grand Prix gewonnen en was tweede geworden in de Junior Manx Grand Prix. Duke en de Norton Manx leken voor elkaar bestemd te zijn. Ze waren bijna onverslaanbaar en hoewel ook anderen redelijk presteerden met de Nortons, stak Geoff Duke er met kop en schouders boven uit. Bij Gilera begon 1950 in mineur. Boven op de teleurstelling over het verloren kampioenschap van 1949 kwam ook nog het bericht in de Italiaanse motorpers dat men het Artesiani kwalijk zou nemen dat de constructeurstitel ook naar AJS was gegaan omdat hij twee seconden achter Bill Doran was gefinisht in de Grand Prix van België. Volgens Artesiani was het verlies van de titel de schuld van ingenieur Piero Remor, die om tijd te winnen in de Ulster Grand Prix slechts een deel van de olie had laten verversen, waardoor Artesiani met een vastgelopen motor uitviel. Diezelfde Piero Remor vertrok in 1950 naar MV Agusta, en men werd bij Gilera pas echt woedend toen bleek dat hij daar exact dezelfde motor inbouwde die hij bij Gilera had ontwikkeld. Toen ook Artesiani overstapte naar MV Agusta sprak men bij Gilera zelfs van "verraad". Artesiani had echter niet veel keus. Hij was MV Agusta-dealer in Bologna en kreeg een ruim salaris van 800.000 lire en een motor. In 1952 leek het erop dat MV Agusta al op het punt van een doorbraak stond. Les Graham won de laatste twee 500cc-races in Monza en Spanje en werd tweede in het wereldkampioenschap. In 1953 was de rol van Norton in de 500 cc uitgespeeld. Geoff Duke was samen met Reg Armstrong en Dickie Dale overgestapt naar Gilera en pakte de titel. Hij werd in de Ulster Grand Prix tweede, viel uit in de Senior TT en de GP van België en startte niet in de GP van Spanje, maar alle andere (vier) wedstrijden won hij. Zijn teamgenoten Armstrong en Alfredo Milani werden tweede en derde. Norton contracteerde Ray Amm, Ken Kavanagh en Jack Brett, maar ze konden de Gileras niet meer bedreigen. Nadat hij onenigheid had gekregen met het team van Gilera, dat hem in 1954 slechts mondjesmaat gesteund had, stapte Umberto Masetti in 1955 over naar MV Agusta. De 500cc-klasse was in 1955 qua motorfietsen een zuiver Italiaanse aangelegenheid. De eerste twee plaatsen in het kampioenschap gingen naar Gilera met Geoff Duke en Reg Armstrong, maar MV Agusta had de aansluiting gevonden en Umberto Masetti werd derde. BMW baarde weliswaar opzien met de RS 500 met brandstofinjectie, maar de roekeloze stijl van Walter Zeller leverde uiteindelijk slechts een tweede plaats in de Grand Prix van Duitsland op en dat was de enige wedstrijd waarin hij startte. Zeller werd met die ene wedstrijd tiende in het kampioenschap. Fergus Anderson was de nieuwe racedirecteur bij Moto Guzzi en onder zijn leiding werd hard gewerkt aan een nieuw wapen voor de 500 cc, de Otto Cilindri V8. Anderson kreeg echter onenigheid bij Moto Guzzi en nam een aanbod van BMW aan om in 1956 toch weer zelf te gaan rijden. Maar op 6 mei viel hij hard in de openingsrace in Floreffe terwijl hij op de tweede plaats lag achter zijn ex-leerling Bill Lomas. Anderson overleefde deze val niet. Het team van Gilera mocht in de eerste races van 1956 niet starten vanwege een protestactie in het jaar ervoor in Assen. Toen het terugkwam deed het dat op imponerende wijze, maar het was te laat. MV Agusta had John Surtees weggekocht bij Norton en hij werd makkelijk wereldkampioen in de 500cc-klasse. BMW sloeg zijn slag ook: Walter Zeller werd tweede in het kampioenschap. Ook Norton profiteerde van de tegenslag van Gilera; John Hartle won zijn thuiswedstrijden, de Ulster Grand Prix en de Senior TT en werd uiteindelijk derde. Moto Guzzi had in 1957 eigenlijk een luxeprobleem: Het had een voorsprong op het gebied van aerodynamica, niet in de laatste plaats door de eigen windtunnel. Daardoor kon het op verschillende circuits aangepaste stroomlijnkuipen gebruiken. Op snelle circuits kon een druppelstroomlijn worden ingezet. Die was zwaar en maakte de motorfiets minder handelbaar, maar gaf een optimale stroomlijn. Op stuurcircuits kon zonder kuip, met een tophalf of een vogelbekstroomlijn worden gereden. Daar kwam nog bij dat men voor de 500cc-klasse twee machines had: de lichte eencilinder Monocilindrica en de zware achtcilinder Otto Cilindri. Toch kwam het er in de 500 cc niet aan te pas. Giuseppe Colnago, overgekomen van Gilera, en Dickie Dale wonnen met de Otto Cilindri alleen twee nationale wedstrijden, in Siracusa en Imola. De hoofdrollen in de 500 cc WK-strijd van 1957 werden opgeëist door John Surtees (MV Agusta), Bob McIntyre en Libero Liberati (Gilera). Na het vertrek van de Italiaanse concurrenten zag BMW in 1958 haar kans schoon. Niet alleen was de concurrentie verdwenen, er kwamen ook veel goede coureurs vrij. BMW contracteerde Geoff Duke en stelde hem een semi-fabrieksracer ter beschikking. Het werd geen succes: Duke viel met de machine uit in de Senior TT, de Dutch TT en de Grand Prix van Duitsland. In de GP van België werd hij vierde. Duke zette de BMW aan de kant en stapte over op Norton. Met de Norton Manx won hij meteen de GP van Zweden (waar de MV's niet reden). Hij werd vijfde in de Ulster Grand Prix en zevende in Monza. Uiteindelijk werd hij derde in het wereldkampioenschap. Dickie Dale was ook overgestapt op BMW en eindigde als vierde. De MV Agusta rijders John Surtees en John Hartle hadden zoals verwacht geen moeite om de eerste twee plaatsen op te eisen. Surtees won alle wedstrijden waar hij aan deelnam. De Grand Prix van Zweden was daar niet bij. Voor de GP des Nations, die al jaren op Monza werd verreden en dus de thuiswedstrijd van MV Agusta was, kregen ook Remo Venturi, Umberto Masetti, Carlo Bandirola en Giuseppe Cantoni een 500 cc MV ter beschikking. Dat werd een waar stukje machtsvertoon met MV's op de plaatsen 1, 2, 3, 5 en 8. Een opmerkelijk debuut was er voor de Nieuw-Zeelander Gary Hocking. Hij werd met zijn Norton Manx zesde in de TT van Assen, derde in de GP van Duitsland en vierde in Zweden. Dit waren zijn enige wedstrijden en hij werd zesde in de totaalstand. In de 500cc-klasse werd John Surtees in 1959 bij MV Agusta bijgestaan door Remo Venturi. Uiteindelijk werden ze eerste en tweede, met Bob Brown met een Norton op de derde plaats. Surtees won alle races en werd nooit bedreigd door tegenstanders. Daarom begon hij maar een gevecht met zichzelf: Hij hoopte dat MV Agusta ondanks het overwicht toch verbeteringen aan de motorfiets bleef aanbrengen en daarom probeerde hij steeds het ronderecord te verbeteren. In de Senior TT lukte dat erg goed: al in de eerste ronde, met staande start en volle tank, bracht hij het op 162,798 km/h.

#### Wereldkampioenen
| Jaar | Naam            | Land | Merk      | Motorfiets    |
| ---- | --------------- | ---- | --------- | ------------- |
| 1949 | Leslie Graham   | GBR  | AJS       | E90 Porcupine |
| 1950 | Umberto Masetti | ITA  | Gilera    | 500 4C        |
| 1951 | Geoff Duke      | GBR  | Norton    | Manx 30M      |
| 1952 | Umberto Masetti | ITA  | Gilera    | 500 4C        |
| 1953 | Geoff Duke      | GBR  | Gilera    | 500 4C        |
| 1954 | Geoff Duke      | GBR  | Gilera    | 500 4C        |
| 1955 | Geoff Duke      | GBR  | Gilera    | 500 4C        |
| 1956 | John Surtees    | GBR  | MV Agusta | 500 4C        |
| 1957 | Libero Liberati | ITA  | Gilera    | 500 4C        |
| 1958 | John Surtees    | GBR  | MV Agusta | 500 4C        |
| 1959 | John Surtees    | GBR  | MV Agusta | 500 4C        |

### Zijspannen
In de jaren 1950 en 1951 stond de zijspanklasse nog open voor 600cc-motoren, maar echte racemotoren in die cilinderinhoud bestonden niet. Daarom werd vanaf 1952 met 500cc-motoren gereden. In de zijspanklasse had Eric Oliver in 1950 weer weinig moeite om de titel te winnen. Bakkenist Lorenzo Dobelli was overgestapt naar Norton en samen wonnen ze alle (drie) wedstrijden. Ercole Frigerio en Ezio Ricotti werden met de Gilera drie maal tweede. In 1951 wonnen Oliver/Dobelli drie van de vijf wedstrijden, maar omdat alleen de beste drie resultaten telden was dat meer dan genoeg. Gilera wist twee wedstrijden te winnen: Frigerio/Ricotti wonnen in Zwitserland en Milani/Pizzocri in Monza. Aan het begin van het seizoen 1952 crashte de combinatie Oliver/Dobelli in Frankrijk, waardoor beiden een gebroken been opliepen. Daardoor misten ze de eerste drie GP's (Zwitserland, Isle of Man en Assen). In juli kwam Eric Oliver naar Spa-Francorchamps voor de Grand Prix van België. Hij had zijn been nog in het gips, Dobelli liep nog op krukken. Oliver mocht starten met plaatsvervangend passagier Stanley Price. Na een geweldig gevecht met de Gileras pakte hij in de laatste bocht de leiding en hij won de Belgische Grand Prix. In Duitsland en op Monza viel hij uit, maar de laatste Grand Prix, die van Spanje, won hij samen met Lorenzo Dobelli. Ze eindigden op de vijfde plaats in het kampioenschap, en Cyril Smith, ook een Norton-rijder, werd wereldkampioen. De Norton was nu duidelijk zwakker dan de Gileras, en Eric Oliver moest allerlei trucs uithalen om ze vóór te blijven. Op rechte stukken verminderde hij de luchtweerstand door zijn benen naar achteren te strekken en languit op de motorfiets te gaan liggen. Eric Oliver gebruikte in 1953 het "Kneeler" ontwerp van het Norton featherbed frame voor zijn zijspancombinaties en het werd door alle concurrenten uiteindelijk gekopieerd, waardoor de Kneeler zijspannen ontstonden. Oliver was daardoor de eerste zijspancoureur die met een volledig gestroomlijnde combinatie reed. BMW kwam steeds sterker op met eigen fabrieksteams als Noll/Cron, Kraus/Huser en Hillebrand/Grunwald. Daar stond tegenover dat Gilera niet meer deelnam, en daardoor werd het juist een succesjaar voor Norton, dat de eerste vijf plaatsen in het wereldkampioenschap bezette. Met zijn nieuwe bakkenist Stanley Dibben won Oliver vier van de vijf Grands Prix en hij haalde zijn vierde wereldtitel. In 1954 werd bij de Isle of Man TT voor het eerst sinds 19 jaar weer een zijspanklasse verreden. Dat gebeurde niet op het officiële circuit (de Snaefell Mountain Course), maar op de kortere Clypse Course. Oliver won de Sidecar TT met zijn nieuwe passagier Les Nutt, maar de BMW's waren nu al erg sterk: ze bezetten de plaatsen twee, drie en vier. De TT telde mee voor het wereldkampioenschap, en Oliver/Nutt wonnen ook de Ulster GP en de Belgische GP, maar tijdens de Feldbergrennen in Duitsland brak Oliver een arm, waardoor hij in de laatste wedstrijden niet meer voluit kon gaan. Hij werd toch nog tweede achter Wilhelm Noll en Fritz Cron die de eerste titel voor BMW wonnen. Na 1954 was het duidelijk dat de BMW's bijna niet meer te kloppen waren. Eric Oliver kreeg in 1955 weer een nieuwe bakkenist (Eric Bliss), maar nam slechts deel aan de Grand Prix van Spanje (derde), de TT van Man (uitgevallen) en de Grand Prix van België (dertiende). Met slechts vier punten eindigden ze op de tiende plaats in het wereldkampioenschap, waarbij ook nog een viertal Norton-combinaties (Drion/Stoll, Smith/Dibben, Boddice/Storr en Mitchell/George) hoger stonden. Het was dan ook een overtuigend seizoen voor BMW: Willi Faust en Karl Remmert werden wereldkampioen vóór Wilhelm Noll/Fritz Cron en de privérijders Walter Schneider/Hans Strauß. Voor het seizoen 1956 had Gilera een speciale viercilindermotor voor de zijspancombinatie gebouwd, en men was dan ook van plan groots terug te komen. De machine werd gereden door de broers Albino en Rosanno Milani, maar het reikte uiteindelijk niet verder dan een zesde plaats. Noll/Cron werden met hun BMW weer kampioen, Fritz Hillebrand en Manfred Grunwald werden tweede en er stonden zelfs Nortons met privérijders hoger dan de Gilera. Toch wonnen de gebroeders Milani de Grand Prix des Nations op het circuit van Monza. In 1957 werd de zijspanklasse overheerst door Fritz Hillebrand en Manfred Grunwald. Ze wonnen de eerste drie Grands Prix (Duitsland, Man en Assen) en werden derde in België. De laatste Grand Prix was op 1 september op Monza, maar op 24 augustus verongelukte Hillebrand bij de onbelangrijke stadsrace Deusto-San Ignacio in Bilbao. Bakkenist Grunwald was zwaar gewond en trok zich uit de racerij terug. Ze hadden intussen zo veel punten verzameld dat de wereldtitel hen niet meer kon ontgaan. De Duitsers verloren nog een zijspanrijder: Josef Knebel verongelukte tijdens de TT van Assen. Hoewel het geen fabrieksteams meer had, bezette BMW de eerste drie plaatsen in het kampioenschap. Bij de zijspannen ging het er in 1958 alleen maar om wélke BMW-combinatie zou winnen. Gilera had al nooit echt voor spanning kunnen zorgen, maar was nu helemaal van het toneel verdwenen waardoor de concurrentie alleen van de verouderde Norton Manx-combinaties kon komen. Dat lukte niet; Schneider/Strauß wonnen drie van de vier wedstrijden en werden wereldkampioen met een ruime voorsprong op Camathias/Cecco en Fath/Rudolf. De snelste Norton werd vierde (Beeton/Bulgin). In 1959 kwam Norton er in de zijspanrace helemaal niet meer aan te pas. De eerste negen plaatsen waren voor BMW coureurs. Walter Schneider en Hans Strauß werden opnieuw kampioen en Camathias/Cecco werden opnieuw tweede. Opmerkelijk was dat de Zwitsers de zijspanrace duidelijk als hun favoriete motorsport ontdekt hadden. Camathias was Zwitser, maar ook de coureur op de derde plaats, Fritz Scheidegger en de vierde man, Edgar Strub. De bakkenisten van Strub zouden overigens bekender worden in andere beroepen: de latere Formule 1 coureur Jo Siffert reed mee in Clermont-Ferrand en Finland (dat niet telde voor het WK). Mick Woollett trad ook op als bakkenist van Strub, maar die werd bekender als schrijver van motorboeken.

#### Wereldkampioenen
| GP races | GP races         | GP races | GP races         | GP races | GP races | GP races            |
| Jaar     | Rijder           | Land     | Bakkenist        | Land     | Merk     | Motorfiets          |
| -------- | ---------------- | -------- | ---------------- | -------- | -------- | ------------------- |
| 1950     | Eric Oliver      | GBR      | Lorenzo Dobelli  | ITA      | Norton   | Manx 30M            |
| 1951     | Eric Oliver      | GBR      | Lorenzo Dobelli  | ITA      | Norton   | Manx 30M            |
| 1952     | Cyril Smith      | GBR      | Bob Clements     | GBR      | Norton   | Manx 30M            |
| 1953     | Eric Oliver      | GBR      | Stanley Dibben   | GBR      | Norton   | Silver Fish Kneeler |
| 1954     | Wilhelm Noll     | FRG      | Fritz Cron       | FRG      | BMW      | RS 54 zijspanracer  |
| 1955     | Willi Faust      | FRG      | Karl Remmert     | FRG      | BMW      | RS 54 zijspanracer  |
| 1956     | Wilhelm Noll     | FRG      | Fritz Cron       | FRG      | BMW      | RS 54 zijspanracer  |
| 1957     | Fritz Hillebrand | FRG      | Manfred Grunwald | FRG      | BMW      | RS 54 zijspanracer  |
| 1958     | Walter Schneider | FRG      | Hans Strauß      | FRG      | BMW      | RS 54 zijspanracer  |
| 1959     | Walter Schneider | FRG      | Hans Strauß      | FRG      | BMW      | RS 54 zijspanracer  |

## Ontwikkelingen
| "Pothelmen" waren in de jaren vijftig gemeengoed |

- Motor: Na het "compressorverbod" van 1946 gingen vooral de Italiaanse merken zich steeds meer richten op meercilinders. Gilera had Piero Remor's viercilinder CNA Rondine doorontwikkeld tot een luchtgekoelde versie. Die werd na het vertrek van Remor naar MV Agusta gewoon meegenomen waardoor ook MV Agusta successen kon boeken. Carlo Giannini maakte waarschijnlijk de eerste wegracer met brandstofinjectie, de Moto Guzzi Quattro Cilindri uit 1952. Toen die niet succesvol was ontwikkelde Giulio Cesare Carcano de beroemde Otto Cilindri. De lichte klassen 125- en 250 cc werden beheerst door eencilinders die uiteindelijk allemaal waren voorzien van dubbele bovenliggende nokkenassen. De 350cc-klasse scheen de Italianen niet erg te interesseren, waardoor het lang duurde tot daar echte nieuwe ontwikkelingen plaatsvonden. Daardoor konden Norton, Velocette en AJS nog enkele jaren de dienst uitmaken, tot Moto Guzzi in 1953 de eerste voorzichtige stappen zette door de Moto Guzzi Gambalunghino op te boren tot 317 cc waardoor de Moto Guzzi Monocilindrica 350 ontstond. Velocette besefte dat een DOHC-motor nodig was en daarmee werd Les Graham in 1952 nog derde in het 250cc-WK. Gilera kwam in 1956 op de baan met een 125 cc tweecilinder en een 350 cc viercilinder, maar deed dat pas in de laatste wedstrijd. In 1957 presenteerde MV Agusta liefst twee zescilinders tijdens de laatste race, GP des Nations op Monza. Een 350 cc variant met Nello Pagani en de 500 cc versie met John Hartle. Ze kwamen niet meer tot inzet, mogelijk omdat ze niet voldeden, mogelijk omdat MV na de terugtocht van de concurrentie in 1958 ze niet meer nodig vond. In 1958 kwam Ducati met een 125 cc eencilinder met desmodromische klepbediening, bedacht door ingenieur Fabio Taglioni. Doordat de kleppen niet meer door veren gesloten hoefden te worden, kon het motortoerental verhoogd worden. De tweetakten stierven in de jaren vijftig vrijwel uit. DKW deed nog pogingen in de 350cc-klasse, maar tot een wereldtitel kwam het niet. Pas in 1955 kwam MZ, dat in Oost-Duitsland was opgetrokken uit de restanten van de DKW-fabriek, met een geperfectioneerde uitvoering van de roterende inlaatschijf. Die was al in 1951 uitgevonden door Daniel Zimmerman, maar hij was doorontwikkeld door de topconstructeur Walter Kaaden. In 1959 meldde Kaaden dat MZ een 125cc-motor met 20 pk en een 250 cc tweecilinder met 37 pk klaar had. Dat was veel meer dan de modellen van MV Agusta en het leek er toen al op dat de tweetakten toch nog sneller zouden worden dan de viertakten.

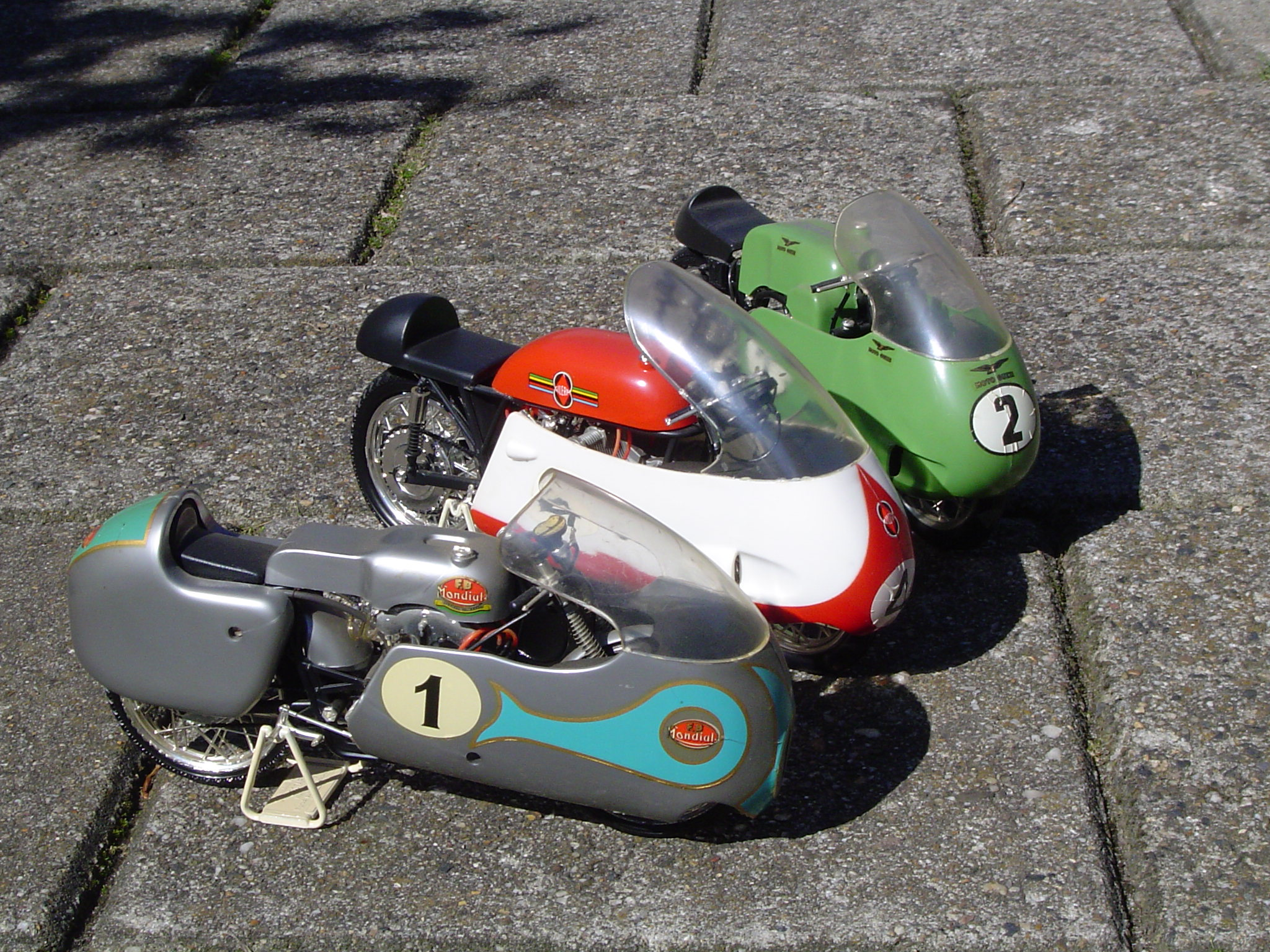
De druppelstroomlijn betekende een veel lagere luchtweerstand en meer snelheid, maar verminderde de handelbaarheid

- Rijwielgedeelte: In 1950 werd al veel aandacht besteed aan aerodynamica. Moto Guzzi bouwde een windtunnel en in 1951 verschenen de 250 cc Moto Guzzi Gambalunghino's met een tophalf op de circuits. In 1953 introduceerde Eric Oliver de Kneeler zijspancombinatie, gebaseerd op een verlaagde versie van het Featherbed frame van Rex McCandless. Hij was het ook die voor het eerst met een volledig gestroomlijnde zijspancombinatie reed. Het Featherbed frame zelf zou de relatief trage en zware Norton Manx nog jaren helpen vooraan mee te strijden. In 1954 waren stroomlijnkuipen duidelijk voordelig en ook NSU stapte over op vogelbekstroomlijnen en ging zelfs een stap verder door de eerste dolfijnstroomlijn te maken. Die werd verdrongen door de druppelstroomlijn, tot die in 1958 werd verboden en alle fabrikanten overstapten op de dolfijnkuip.
- Kleding: Geoff Duke vroeg zijn kleermaker een strakke raceoverall uit één stuk te maken en was de eerste die met een dergelijke overall reed. De "pothelm" werd in de hele periode algemeen gebruikt, gecombineerd met een stofbril.
- Veiligheid: Na de dodelijke ongelukken van Ercole Frigerio en Dave Bennett op het circuit van Bremgarten in 1952 besloot de FIM dat er voortaan een arts met een voorraad bloed (0+) bij de belangrijkste races aanwezig moest zijn. Na de dodelijke ongevallen in 1953, vooral tijdens de Isle of Man TT, gingen de coureurs grote druk op hun teams uitoefenen om de gevaarlijkste circuits te boycotten. Vlak voor de Grand Prix van Duitsland op het circuit van Schotten verklaarden Moto Guzzi, Gilera, Norton en AJS zich solidair.

## Trivia
- Het team van Honda moest zich voor deelname aan de Isle of Man TT van 1959 visa verschaffen, maar voorzag problemen met de Japanse overheid. Daarom "leende" men de naam van de Okura Trading Co om naar het buitenland te kunnen reizen. De coureurs schrokken toen ze het parcours van de Clypse Course verkenden: het was verhard. Op een dergelijke ondergrond hadden ze nog nooit geracet. Desondanks werden ze zesde, zevende, achtste en elfde in de Ultra-Lightweight TT.